# Artemiusz z Antiochii
Artemiusz (znany jako Challita w tradycji maronickiej; zm. 362 w Antiochii) – rzymski dowódca, dux Aegypti (cesarski prefekt rzymskiego Egiptu), uznawany świętym przez Kościół katolicki i prawosławny jako Artemiusz z Antiochii. 

## Życiorys
Z urodzenia był Egipcjaninem i dowódcą wojskowym za panowania Konstantyna Wielkiego. Cesarz Konstancjusz II (337–361) nakazał mu sprowadzić do Konstantynopola relikwie Andrzeja Apostoła, Łukasza Ewangelisty i św. Tymoteusza. Wykonawszy swe zadanie Artemiusz został w 360 wynagrodzony godnością zarządcy Egiptu (dux Aegypti). 
Rok później Konstancjusz został zastąpiony przez swojego kuzyna Juliana, który był poganinem. Lud Aleksandrii oskarżył Artemiusza o zburzenie ich świątyń i rozbicie ich bożków, a Julian skazał go na śmierć. Artemiusz został ścięty w 362 w Antiochii, dokąd został wezwany przez cesarza Juliana Apostatę za niewłaściwe administrowanie swą prowincją. Zarzuty wynikały z prześladowań pogan w Aleksandrii oraz użycia żołnierzy Artemiusza do zajęcia i spustoszenia Serapejonu, do czego podżegał Grzegorz z Kapadocji. 
Według Ammianusa Marcellinusa, jego śmierć zachęciła lud Aleksandrii do uśmiercenia Jerzego, ale ta informacja jest prawdopodobnie fałszywa, ponieważ Jerzy już wtedy nie żył.

## Hagiografia
Uznaje się go za świętego za męczeństwo; jego wspomnienie liturgiczne ustalono na 20 października. Miejscem jego kultu był kościół św. Jana Przepowiadającego (św. Jana Chrzciciela) w Konstantynopolu. Świętego Artemiusza wzywają osoby cierpiące na przepuklinę. 